# Leticia Iglesias García
Leticia Iglesias García (O Carballiño, província d'Ourense, 1980) és una periodista i presentadora de televisió gallega.

## Biografia
Va iniciar els seus estudis de periodisme a la Universitat de Santiago de Compostel·la on anys després va obtenir la seva llicenciatura. Així mateix va cursar un Màster en Periodisme Audiovisual i es va especialitzar en Economia i Finances per l'Instituto de Empresa. Quant a la seva carrera professional, Iglesias va començar la seva marxa a Televisió Espanyola i Radio Galega després d'obtenir el seu títol de grau; encara que també va passar pels canals de televisió Expansión TV com a corresponsal de la Borsa de Madrid i poc després, en 2004 va començar a CNN+ per a la secció d'economia. En aquesta emissora va compaginar el seu treball de redacció amb la presentació de Globoeconomía. Un any més tard, en 2005, es va incorporar a l'edició dels informatius de CNN+ i sis anys després, al juny de 2011, va ser contractada pel grup de comunicació Mediaset España per presentar el informatiu matinal de Telecinco. El 21 de novembre de 2014, Iglesias deixa Mediaset España, presentant el seu últim informatiu matinal a Telecinco, després de ser nomenada Directora de Comunicació de Coca-Cola.
El 29 de setembre de 2012 va contreure matrimoni amb Juan Tejón Borbón —nét de Leandro de Borbón— al Pazo de San Lorenzo, situat a Santiago de Compostel·la. El 31 de juliol de 2017 es va reincorporar a Mediaset España, Informativos Telecinco com a presentadora i editora del primer informatiu de la cadena.

## Premis i nominacions
- 2012 - Antena de Plata[9]